# کچل‌کران
کچل‌کران (به ترکی آذربایجانی: Keçələkəran) یک منطقهٔ مسکونی در جمهوری آذربایجان است که در شهرستان یاردیملی واقع شده‌است.